# Прондзона
Прондзона (пол. Prądzona, нім. Prondzonna) — село в Польщі, у гміні Ліпниця Битівського повіту Поморського воєводства.
Населення — 228 осіб (2011).
У 1975-1998 роках село належало до Слупського воєводства.

## Демографія
Демографічна структура станом на 31 березня 2011 року:
|          | Загалом | Допрацездатний вік | Працездатний вік | Постпрацездатний вік |
| -------- | ------- | ------------------ | ---------------- | -------------------- |
| Чоловіки | 130     | 31                 | 86               | 13                   |
| Жінки    | 98      | 18                 | 59               | 21                   |
| Разом    | 228     | 49                 | 145              | 34                   |